# 白石村遺跡
白石村遺跡（はくせきそんいせき）は、中華人民共和国山東省煙台市芝罘区に所在する遺跡。およそ7000年前の集落遺跡と考えられている。

## 概要
住居遺構は竪穴建物で、屋根は海藻房（アマモ葺き屋根）。1962年に発見され、発見時点では総面積約2万平方メートルで、標高約70メートルに位置していた。しかしその後のインフラ開発により、現在は南北約150メートル×東西約140メートル程度の範囲しか残存していない。
1979年に市の重点文物保護単位となり、その後省の重点文物保護単位にもなった。2006年5月25日には第六次中華人民共和国全国重点文物保護単位として認定された。

## 遺物
石器：石斧、石球、石矢じり、石鎌、石磨盤、石磨など。
土器・陶磁器：鉢や罐、三足の鉢、鉢型の鼎など。
骨角器：骨の針、骨のきり、骨の矢じりなど。